# Мурундук
Мурундук — гвоздь, мундштук, продеваемый сквозь ноздри верблюда для управления и крепления узды. Выполняется из металла, дерева и кости. Название происходит от каз. Мұрын - нос.

## Назначение
Мурундук выполняет ту же функцию, что и кольцо, продеваемое в нос быков. Мурундук используется для усмирения агрессивных верблюдов.
Кроме перечисленной скотины, держали казаки рабочих быков и верблюдов. Быки содержались с коровами и телятами, у верблюдов своё место. Высокий навес устроен таким образом, чтобы ветра и снега было меньше. Для того, чтобы запрягать их в телегу, сани, делали особую сбрую. Для быка – ярмо, для верблюда – хамит, или еще называли эту сбрую шибылдык (тюркские названия). Причём, запрягали только тех верблюдов, у которых была проколота переносица и вставлен в прокол мурундук (обточенная кость или палочка из твердой породы дерева), а к нему привязана веревка-повод. Управление запряженным верблюдом осуществляется через мурундук. Держали казаки два вида верблюдов – нара – одногорбый и аруана – двугорбыйЯлфимов А.П. Подворье уральского казака: этнографический очерк – Уральск: Издательство «Оптима», 2006 г.